# Carl Calebow
Carl (Karl) Ludwig August Calebow (* 1802 in Stettin; † 1883) war ein deutscher Ingenieur, Baumeister, Eisenbahndirektor und Baurat.

## Leben
Carl Calebow erhielt eine Ausbildung als Feldmesser und wurde 1828 als „Regierungs Conducteur in Eidespflicht“ genommen. Mit der Baumeisterprüfung 1827 wurde er Bau-Conducteur bei der Berlin-Anhaltischen Eisenbahn-Gesellschaft. Von 1842 bis 1845 war er in der gleichen Position bei der Düsseldorf-Elberfelder Eisenbahn-Gesellschaft (DEE). Sein Nachfolger war der spätere Betriebsdirektor der DEE Joseph Ferdinand Wilhelmy. Anschließend wurde er erst Ober-Ingenieur und später als Nachfolger von Ludwig Scabell Betriebsdirektor der Berlin-Stettiner Eisenbahn-Gesellschaft. Calebow war maßgeblich am Bau der Berlin-Stettiner-Eisenbahn und dem Ausbau der Strecke Stargard – Köslin/Kolberg beteiligt.
Im Mai 1848 war er ein Unterzeichner einer Protestnote gegen die Märzrevolution in Berlin. 1854 wurde ihm der St.-Stanislaus-Orden, II. Klasse, verliehen. Es folgte die Auszeichnung mit dem Roten Adlerorden, IV. Klasse, Anfang 1857. 1862 wurde ihm der Titel eines Baurats verliehen.
Zu seiner Pensionierung 1862 erhielt er einen silbernen Ehrenpokal, welcher 2011 durch seinen Nachfahren, dem Diplomaten Wolf Calebow, gestiftet wurden und seitdem im Deutschen Technikmuseum Berlin ausgestellt ist.
Carl Calebow war mit einer Tochter des preußischen Generalmajors Adolph von Kurowski verheiratet.
Er war u. a. Mitglied im Verein für Eisenbahnkunde zu Berlin und engagiert in der Gesellschaft Deutscher Naturforscher und Ärzte.